# Sven Thidevall
Sven Anders Thidevall, född 8 december 1949 på Lidingö, är en svensk präst, biskop emeritus i Svenska kyrkan och docent i kyrkohistoria vid Uppsala universitet. Han är son till kyrkoherde Anders Thidevall och sjuksköterskan Kerstin Thidevall, född Elde. 
Sven Thidevall prästvigdes 1979 och var präst i Stockholms stift 1979–1987 och i Växjö stift 1987–1990, där han var komminister i Ålem. År 2000 blev han teologie doktor i kyrkohistoria på folkkyrkans utveckling 1928-1932. Därefter bedrev han forskning och undervisning vid Uppsala universitet. År 2003 blev Thidevall stiftsadjunkt i Strängnäs stift.
Thidevall valdes 2006 till biskop i Växjö stift i den andra valomgången, där motkandidaten var domprost Jan-Olof Johansson, med röstsiffrorna 348 mot 148.  Biskopsvigningen ägde rum i Uppsala domkyrka den 19 november 2006.
År 2010 lämnade Thidevall sin tjänst i Växjö stift efter en konflikt med stiftsstyrelsen och återupptog sitt arbete som forskare i Uppsala fram till pensionen.
Den 23 oktober 2013 avtäcktes Thidevalls biskopsporträtt i Växjö. I samband med avtäckningen återlämnade han det biskopskors som en gång bekostats av Växjö stifts prästerskap och som han haft till låns. Korset mottogs av kontraktsprost Göran Alexandersson som företrädare för samma prästerskap.
Sedan 2014 är han ledamot av forskningsstiftelsen SSKT, Uppsala.

## Valspråk
Sven Thidevalls valspråk som biskop löd:
| ” | De som sår under tårar skall skörda med jubel. | „ |

Valspråket är hämtat från Psaltaren 126:5, ett löfte som utgör psalmens centrum.